# Semion Braude
Pour les articles homonymes, voir Braude.
Semion Yakovlevitch Braude (ukrainien : Семен Якович Брауде, trans. Braoudé), né le 20 janvier 1911 à Poltava et mort le 1er juillet 2003 à Kharkiv, est un physicien et radioastronome soviético-ukrainien. Il était membre de l'Académie nationale des sciences d'Ukraine (1969).

## Biographie
Braude naît à Poltava, dans le gouvernement de Poltava (Empire russe) au sein d'une famille ashkénaze. Il fait des études à l'université de Kharkov, obtenant un diplôme en physique et mathématiques en 1932. Il est engagé au laboratoire d'oscillations électromagnétiques de l'Institut ukrainien physico-technique, tout en effectuant également des recherches à l'université de Kharkov, son mentor y étant le professeur Abram Sloutskine, également dirigeant du laboratoire.
En 1936, le laboratoire fut chargé d'étudier l'application des magnétrons dans un système de radiolocalisation pulsé (radar) destiné aux batteries anti-aériennes. Pour ce projet, Braude a conçu un récepteur superhétérodyne, utilisant un magnétron accordable en fréquence de faible puissance à utiliser comme oscillateur local. Le système a été testé pour la première fois en 1938, détectant un avion à une distance de 3 km. Après des améliorations, le système révisé a été testé en 1940, fournissant la portée, l'altitude et l'azimut d'un avion cible jusqu'à une distance de 25 km. Bien que le temps nécessaire pour effectuer les mesures était trop long pour les applications anti-aériennes, il fut le premier système de radiolocalisation à trois coordonnées développé en Union soviétique.
Semion Braude est enterré au 2e cimetière de Kharkiv.